# Rennae Stubbs
Rennae Stubbs (født 26. marts 1971 i Sydney i New South Wales) er en kvindelig australsk tennisspiller.
Stubbs har vundet seks Grand Slam-turneringer, fire i double og to i mixeddouble. Sammen med Lisa Raymond har hun vunndet Australian Open, US Open og Wimbledon. Parret blev i 2001 kåret som ITF World Champion i damedouble. Stubbs har også en doublesejr i Wimbledon sammen med Cara Black fra Zimbabwe.
Stubbs deltog på det australske Fed Cup-hold i årene 1992-96, 1998-2000, 2002 og 2004. Hun har totalt spillet 31 Fed Cup-kampe hvoraf hun vundet nitten.

## Grand Slam-titler
- Australian Open:
  - Double damer – 2000 (sammen med Lisa Raymond)
- Wimbledon:
  - Double damer – 2001 (sammen med Lisa Raymond)
  - Double damer – 2004 (sammen med Cara Black)
- US Open:
  - Mixeddouble – 2000 (sammen med Jared Palmer)
  - Double damer – 2001 (sammen med Lisa Raymond)
  - Mixeddouble – 2001 (sammen med Todd Woodbridge)